# 新水源體育場
新水源體育場（Itaipava Arena Fonte Nova），或音譯為馮特諾瓦体育場、豐特諾瓦体育場，是一座位於巴西巴伊亞州萨尔瓦多市的足球場，可容納5萬至5萬5千人。該球場於2010年動工，目的是取代舊有的水源體育場。2013年，該球場的工程完畢，又在4月7日開幕。同年5月27日，球場因暴雨而受到破壞。
新水源體育場會用作承辦2013年洲際國家盃、2014年世界盃足球賽和2016年夏季奧運會足球項目的比賽。

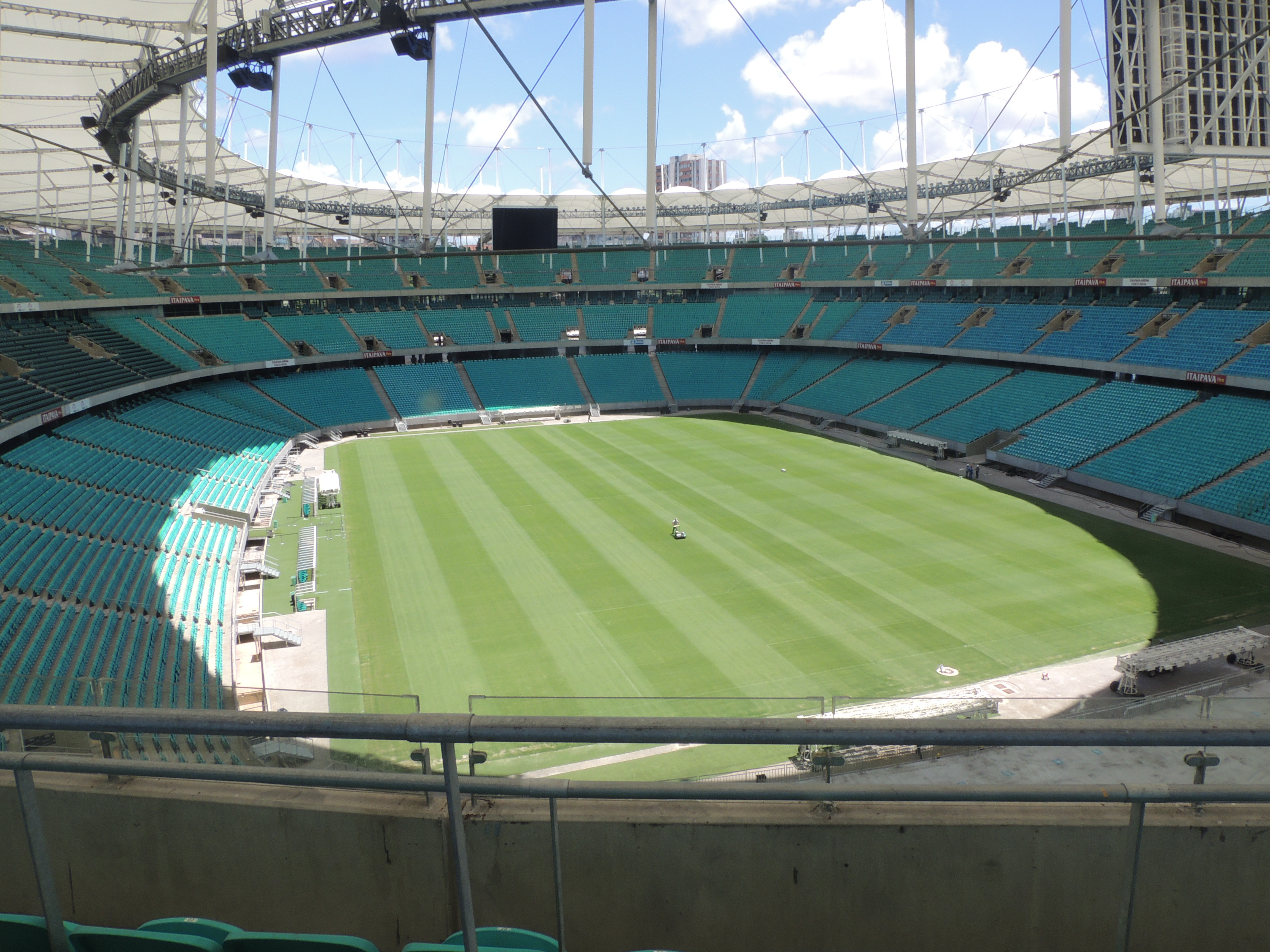
新水源體育場內部全景

## 資料來源
1. ↑  .   [2014-06-17]. （原始内容存档于2013-10-22）.
2. ↑  . Secopa.   [June 28, 2011]. （原始内容存档于2010年10月27日） （葡萄牙语）.
3. ↑  . Bbc.co.uk. 1970-01-01  [2013-05-28]. （原始内容存档于2014-02-23）.

## 外部連結
- 官方網頁
- 申辦檢查報告 （页面存档备份，存于）